# Cylinda
Cylinda är ett svenskt varumärke i vitvarubranschen med huvudkontor i Stockholm. Tidigare tillverkning och fabrik fanns i Jung i Vara kommun i Sverige. I fabriken i Jung tillverkades torktumlare, tvättmaskiner och diskmaskiner. Under namnet Asko hade de även en fabrik i Lahtis i Finland där ugnar tillverkades, men denna flyttades av Gorenje till Tjeckien 2011. Idag har Cylinda ingen egen produktutveckling i Sverige, men stor påverkan på vitvarutillverkare genom sitt huvudkontor i Stockholm. Cylinda förvärvades av Asea Skandia 1978 då namnet ändrades till Asea Skandia Cylinda.

## Historia
Företaget grundades som Junga verkstäder av bonden Karl-Erik Andersson 1950. Verksamheten startade hemma på Korsgården som ligger i anslutning till  fabriksområdet i Jung. Andersson byggde den första tvättmaskinen till sin mor som inte hade någon tvättmaskin. Anderssons tvättmaskin var en trumtvättmaskin med inbyggd centrifug och helt rostfri. Maskinen köptes in av Erik Smedberg i Tråvad och blev känd som Junga TMC-8 och kom att tillverkas i 18 år. 1958 visades en ny så kallad toppmatad och halvautomatisk tvättmaskin på Svenska mässan i Göteborg varpå industriell produktion började och namnet Cylinda antogs. 1958 slöts ett avtal med Asea Skandia om ensamrätt på försäljning av produkterna i Sverige. En del av produktionen under 1960-talet skedde genom hemarbete. Cylinda är dock fortsatt ägt av Elektroskandia Sverige AB.
År 1967 började Cylinda tillverka diskmaskiner och exportera sina produkter. Cylindas tvättmaskiner blev allt vanligare i de svenska hemmen under denna tid och en så kallad frontmatad tvättmaskin med beteckningen Exklusiv 240 gjorde succé. Denna modell vidareutvecklades och under början av 1980-talet kom modellerna 5000 och 9000. 1975 började torktumlare tillverkas. Cylinda förvärvades av Asea 1978 då namnet ändrades till Asea Cylinda. 1988 förvärvades bolaget av Asko och namnändrades till Asko Cylinda. Mellan åren 2000 och 2010 ägdes Asko av italienska Antonio Merloni Group, men från och med juli 2010 ägs Asko istället av vitvarutillverkaren Gorenje från Slovenien.
I februari 2013 flyttade ASKO sin tillverkning av tvättmaskiner och torktumlare till Velenje i Slovenien och i juli samma år flyttade även diskmaskinstillverkningen. Utvecklingsdelen flyttades till Lidköping. Cylinda ägs av Vestel.